# فیلم ساحل جوان
فیلم ساحل جوان (به انگلیسی: Teen Beach Movie) یک فیلم موزیکال محصول ۲۰۱۳ شرکت دیزنی است و ستارگانی چون روس لینچ و مایا میچل در آن ایفای نقش کرده اند.این فیلم در پورتوریکو فیلم برداری شده است.

## بازیگران
- روس لینچ در نقش بردی
- مایا میچل در نقش مک کنزی
- گریس فیلیپس در نقش للا
- گرت کلیتون در نقش تانر
- جان دلوکا در نقش بوچی
- کریسی فیت در نقش چی چی
- سوزان کرایر در نقش خاله آنتوانت
- بری باستویک در نقش بابا بزرگ
- کوین چامبرلین در نقش دکتر فیوژن
- استیو ولنتاین در نقش لس کاممبر
- جوردن فیشر در نقش سیکات
- کنت بوید در نقش راسکل
- مولی گری در نقش گیگلِس
- جسیکا لی کلر در نقش استراتس
- ویلیام لافتیس در نقش لونات
- لاون فیشر-ویلسون در نقش مامان بزرگ